# Überlappungsintegral
In der Quantenchemie bezeichnet Überlappungsintegral das Skalarprodukt der quadratintegrablen Funktionen im Hilbertraum. Es ist ein Maß für die Überlappung zweier Wellenfunktionen (Orbitale, „Elektronenwolken“).
{\displaystyle S_{\mu \nu }=\int \phi _{\mu }^{*}({\vec {r}})\;\phi _{\nu }({\vec {r}})\;\mathrm {d} {\vec {r}}}
Die Elemente {\displaystyle S_{\mu \nu }} verhalten sich wie die Elemente einer hermiteschen Matrix S.